# Campeonato Europeo de Boxeo Aficionado de 1961
El Campeonato Europeo de Boxeo Aficionado de 1961 se llevó a cabo en Belgrado, Yugoslavia del 3 al 10 de junio. La 14.ª edición de la competencia bianual fue organizada por el cuerpo europeo de boxeo aficionado, EABA. Hubo 146 luchadores de los 21 países participantes.

## Ganadores de medalla
| Evento                               | Oro                              | Plata                                            | Bronce                                                                      |
| ------------------------------------ | -------------------------------- | ------------------------------------------------ | --------------------------------------------------------------------------- |
| Peso mosca (– 51 kilogramos)         | Paolo Vacca Italia               | Vladimir Stolnikov Unión Soviética               | Otto Babiasch República Democrática Alemana Fritz Chervet Suiza             |
| Peso gallo (– 54 kilogramos)         | Sergei Sivko Unión Soviética     | Piotr Gutman Polonia                             | Nicolae Puiu Rumania Primo Zamparini Italia                                 |
| Peso pluma (– 57 kilogramos)         | Francis Taylor Inglaterra        | Aleksei Zasukhin Unión Soviética                 | Constantin Georghiu Rumania Karl-Heinz Schulz República Democrática Alemana |
| Peso ligero (– 60 kilogramos)        | Richard McTaggart Escocia        | Petar Benedek Yugoslavia                         | János Kajdi Hungría Paul Warwick Inglaterra                                 |
| Peso superligero (– 63.5 kilogramos) | Aloizs Tumiņš Unión Soviética    | Ljubiša Mehović Yugoslavia                       | Pierre Cosentino Italia Marian Kasprzyk Polonia                             |
| Peso wélter (– 67 kilogramos)        | Ričardas Tamulis Unión Soviética | Max Meier Suiza                                  | Jean Josselin Francia Ian McKenzie Escocia                                  |
| Peso superwélter (– 71 kilogramos)   | Boris Lagutin Unión Soviética    | Hans-Dieter Neidel República Democrática Alemana | Viriu Badea Rumania Eric Schichta República Federal de Alemania             |
| Peso mediano (– 75 kilogramos)       | Tadeusz Walasek Polonia          | Yevgeny Feofanov Unión Soviética                 | Franz Frauenlob Austria Dragoslav Jakovljevic Yugoslavia                    |
| Peso mediopesado (– 81 kilogramos)   | Giulio Saraudi Italia            | Gheorghe Negrea Rumania                          | Jack Bodell Inglanterra Zdzisław Józefowicz Polonia                         |
| Peso pesado (+ 81 kilograms)         | Andrey Abramov Unión Soviética   | Benito Penna Italia                              | Zbigniew Gugniewicz Polonia Günter Siegmund República Democrática Alemana   |

## Cuadro de medallas
Nación anfitriona (Yugoslavia)
| Rango | Nación                        | Oro | Plata | Bronce | Total |
| ----- | ----------------------------- | --- | ----- | ------ | ----- |
| 1     | Unión Soviética               | 5   | 3     | 0      | 8     |
| 2     | Italia                        | 2   | 1     | 2      | 5     |
| 3     | Polonia                       | 1   | 1     | 3      | 5     |
| 4     | Inglaterra                    | 1   | 0     | 2      | 3     |
| 5     | Escocia                       | 1   | 0     | 1      | 2     |
| 6     | Yugoslavia                    | 0   | 2     | 1      | 3     |
| =7    | República Democrática Alemana | 0   | 1     | 3      | 4     |
| =7    | Rumania                       | 0   | 1     | 3      | 4     |
| 9     | Suiza                         | 0   | 1     | 1      | 2     |
| =10   | Austria                       | 0   | 0     | 1      | 1     |
| =10   | Hungría                       | 0   | 0     | 1      | 1     |
| =10   | Francia                       | 0   | 0     | 1      | 1     |
| =10   | República Federal de Alemania | 0   | 0     | 1      | 1     |
| Total | Total                         | 10  | 10    | 20     | 40    |